# Llista d'episodis de Sonic X

## Vista general de la serie
| Temporada | Temporada | Episodis | Episodis | Dates d’emissió        | Dates d’emissió      |
| Temporada | Temporada | Episodis | Episodis | Primera emissió        | Última emissió       |
| --------- | --------- | -------- | -------- | ---------------------- | -------------------- |
|           | 1         | 26       | 26       | 12 de febrer de 2003   | 15 d'agost de 2003   |
|           | 2         | 26       | 26       | 18 d'octubre de 2003   | 19 d'abril de 2003   |
|           | 3         | 26       | 26       | 13 de setembre de 2005 | 13 de juliol de 2005 |

## Episodis

### Temporada 1: Saga del Nou Mon (2003)
| Núm. total | Núm. de la temporada | Títol                 | Direcció         | Guió        | Data d'emissió original |
| --- | -------------------- | --------------------- | ---------------- | ----------- | ----------------------- |
| 1 | 1                    | «Caos Control Freaks» | Hajime Kamegaki  | Hiro Masaki | 23 d'agost de 2003      |
| En Sonic va arribar per salvar Cream i Cheese del Dr. Eggman i Sonic es perd en una gran ciutat amb cotxes i camions. |                      |                       |                  |             |                         |
| 2 | 2                    | «Sonic al rescat»     | Keiichiro Furuya | Hiro Masaki | 13 de setembre 2003     |
| En Sonic va tornar a guardar Cream and Cheese i Tails els va portar a casa.                                           |                      |                       |                  |             |                         |